# Natalie Pérez
Natalie Pérez (Buenos Aires, 4 novembre 1986) è un'attrice e cantante argentina, nota per aver interpretato il ruolo di Luna Gúzman nella serie televisiva Incorreggibili.

## Biografia
Ha debuttato come attrice nella serie televisiva Chiquititas nel 1999. Nell'anno seguente ha preso parte a i programmi di Telefe, Megatrix e Dadivertido.
Nel 2003 ha partecipato alla serie Dr. Amor e nella serie tv argentina per ragazzi Rebelde Way. Nello stesso anno ha fatto il suo debutto al cinema con il film Ay, Juancito, del regista Héctor Olivera, basato sulla vita del politico argentino Juan Ramón Duarte dove Natalie interpreta Susana Canales.
Nel 2004 ha fatto parte del cast della serie Frecuencia 04. La serie racconta la storia di un gruppo di giovani che vivono della loro arte e musica in un sobborgo di Buenos Aires, al punto da formare una band.
Nel 2005 ha preso parte alla serie Sálvame María ed è apparsa come guest star nella commedia Una familia especial, trasmessa dal canale El Trece.
Nel 2006 ha preso parte alle serie Tango del último amor, una co-produzione tra l'Argentina e la Russia e El Codigo Rodriguez.
Nel 2007 si è dilettata nello spettacolo teatrale Alicia, un país de maravilla, un anno più tardi ha recitato nello spettacolo teatrale Operación Caperucita entrambe dirette da Héctor Pressa, nel Teatro La Galera. Nello stesso anno è stata presa in considerazione la sua voce per il film d'animazione Valentina il film, di Gondell Eduardo Gondell.
Nel 2009 ottiene il suo primo ruolo da protagonista nella telenovela Incorreggibili, trasmessa nel canale El Trece.
Nel 2011 viene chiamata per interpretare il ruolo da protagonista nel classico teatrale El diluvio que viene nella città di Mar del Plata. Qui interpreta il personaggio di Clementina, sotto la direzione di Manuel González Gil, qui è stata premiata come Rivelazione Femminile a i premi Estrellas de Mar 2011.
Nel 2015 interpreta il personaggio dell'antagonista di Eva nella telenovela argentina Esperanza mía. Nel 2016 è la protagonista insieme a Fernando Dente e Ángela Torres del musical Peter pan, todos podemos volar, nel Teatro Gran Rex e diretta da Ariel Del Mastro.
Nel 2017 prende parte al cast della telenovela Five Stars in onda su El Trece prodotta da Pol-Ka nella quale è una delle 5 protagoniste, insieme a Marcela Kloosterboer, Celeste Cid, Violeta Urtizberea e Justina Bustos.
A dicembre del 2017 lancia il suo primo singolo como cantante solista, Algo Tiene, prodotto da Nico Cotton e Mateo Rodó. Il videoclip che accompagna la canzone, ha avuto un gran successo su YouTube ottenendo un milione di visualizzazioni in una settimana dalla pubblicazione.

## Filmografia

### Cinema
- Ay, Juancito, regia di Héctor Olivera (2004)
- Amor de película, regia di Sebastián Mega Díaz (2019)
- Mazel Tov, regia di Adrián Suar (2025)

### Televisione
- Chiquititas - serial TV (1999)
- Megatrix - serial TV (2001)
- Rebelde Way - serial TV (2002-2003)
- Dr. Amor - serial TV (2003)
- Frecuencia 04 - serial TV (2004)
- Una familia especial - serial TV (2005)
- Salvame Maria - serial TV (2005)
- El código Rodríguez - serial TV (2006)
- Tango de a tres - Tango del ultimo amor - serial TV (2006)
- Incorreggibili (Consentidos) - serial TV (2009-2010)
- Todo es posible - programma TV (2012)
- Graduados - serial TV (2012)
- Los vecinos en guerra - serial TV (2013)
- Guapas - serial TV (2014)
- Esperanza mía - serial TV (2015)
- Five Stars (Las Estrellas) - serial TV  (2017)
- El host - serie TV (2018)
- Pequeña Victoria - serie TV (2019-2020)
- La vida en la mitad - serie TV (2019)
- Felice o Quasi (Casi Feliz) - serie TV (2020-2022)
- Pequeñas Victorias - webserie (2021)
- Victoria, Psicóloga Vengadora – serie TV episodio 1x06 (2021)
- Días de gallos – webserie (2021)

### Doppiaggio
- Andy in Valentina, regia di Eduardo Gondell (2008)

## Discografia

### Album in studio
- 2018 – Un Té De Tilo Por Favor
- 2020 – Detox
- 2023 – Intermitente

### EP
- 2024 – Amor Fugaz

### Singoli
- 2017 – Algo Tiene
- 2018 – Lo Que Perdimos
- 2018 – Lluvia
- 2019 – Quisiera (ft.Coti)
- 2019 – Pegaditos (ft.Fabiana Cantilo)
- 2019 – Escorpión (ft.Loli Molina)
- 2020 – Varada en villa
- 2020 – Te Quiero y Nada Más
- 2020 – Ser Guitarra
- 2021 – Tu Besos (ft.Guaynaa)
- 2021 – Espaguetis (ft.lisandro skar)
- 2022 – Escucha Tu Cora
- 2023 – Consuelo
- 2023 – De Fiesta
- 2023 – TQT
- 2023 – Mariposa Azul
- 2023 – En Un Loop
- 2024 – Que Otra Cosa (con Banda XXI)
- 2024 – Tatuaje (con Francisco Charco)

### Colonne sonore
- 2004 – Dance Kids
- 2004 – Frecuencia 04
- 2010 – Incorreggibili!

## Teatro
- Alicia, un país de maravilla (2007)
- Operacion Caperucita (2008)
- Roperos S.A (2009)
- El diluvio que viene (2011-2012)
- Cenicienta, un cuento musical (2012)
- Camila, Nuestra historia de amor (2013)
- Swingers, canciones con swing (2014)
- La misma sangre (2014)
- Esperanza mía, el musical (2015)
- Peter Pan (2016)

## Doppiatrici italiane
Nelle versioni in italiano dei suoi film, Natalie Pérez è stata doppiata da:
- Letizia Scifoni in Incorreggibili[3]
- Sophia De Pietro in Five Stars  [4]